# EEG silente
Con la locuzione elettroencefalogramma silente si vuole intendere una rilevazione continuativa per 30 minuti dei potenziali elettrici della teca cranica che non contenga picchi superiori ai 2 microvolt (pari ad 1 mm di deflessione del pennino sulla carta millimetrata) alla massima amplificazione.
Tale concezione è differente dal concetto di EEG piatto, definizione non accettata dalla Federazione Internazionale di Elettroencefalografia, che, proprio per evitare equivoci, ha sostituito questo termine con "silenzio elettrico assoluto".
Anche la definizione di "basso voltaggio" è inadeguata: questo infatti individua dei potenziali al di sotto dei 20 microvolt.